# Fiscalía Europea
La Fiscalía Europea (en inglés: European Public Prosecutor's Office, EPPO) es un organismo independiente de la Unión Europea, que actúa como ministerio público dentro del poder judicial comunitario. Tiene como misión «investigar los delitos que atenten contra los intereses financieros y el presupuesto de la Unión, y de ejercer la acción penal contra sus autores y llevarlos a juicio». Tiene una estructura dual, articulada en dos niveles: el central —con sede en Luxemburgo e integrado por el fiscal jefe europeo y el Colegio de Fiscales Europeos— y el nacional formado por los fiscales europeos delegados y las Salas Permanentes. La actual fiscal jefe es Laura Codruța Kövesi.
Prevista en el Tratado de Lisboa de 2009, la Fiscalía Europea comenzó a operar oficialmente el 1 de junio de 2021.

## Regulación
El 12 de octubre de 2017 se adoptó finalmente por el Consejo Europeo, tras una trabajosa singladura y después de su aprobación por el Parlamento Europeo, el Reglamento (UE) 2017/1939 del Consejo por el que se establece una cooperación reforzada para la creación de la Fiscalía Europea, que se ocupa de investigar, procesar y llevar ante la justicia a los autores de delitos contra los intereses financieros de la Unión. 
Este Reglamento fue adoptado inicialmente por veinte Estados miembros que son los que forman parte del sistema de cooperación reforzada dirigido a la creación de la Fiscalía Europea. Los Estados miembros que se han sumado a la cooperación reforzada son: Alemania, Austria, Bélgica, Bulgaria, Chipre, Croacia, Eslovaquia, Eslovenia, España, Estonia, Finlandia, Francia, Grecia, Italia, Letonia, Lituania, Luxemburgo, Polonia, Portugal, República Checa y Rumanía. Posteriormente se incorporó Países Bajos, el 9 de marzo de 2018, Malta decidió incorporarse también al proceso de construcción de la Fiscalía Europea. Finalmente, el 17 de julio de 2024 Suecia también se adhirió. Hoy hay tres países que no participan, Hungría, Irlanda, y Dinamarca.
La oficina central de la Fiscalía Europea tiene su sede en Luxemburgo. Está previsto que comience su actividad en el otoño de 2020.
A pesar de que su competencia se limita a los Estados miembros participantes, la Fiscalía Europea coopera con los demás Estados miembros que no se han sumado a su creación. El Consejo ha invitado a la Comisión a presentar las oportunas propuestas para garantizar la eficacia de esta cooperación.

### Naturaleza, funciones y principios

Estados participantes en la Fiscalía Europea
Estados que no participan

La Fiscalía Europea se crea como un órgano independiente de la Unión, que no aceptará instrucciones de ningún otro organismo, y que dispone de personalidad jurídica propia. Rendirá cuentas de sus actividades generales ante el Parlamento Europeo, el Consejo y la Comisión,  presentando informes anuales.
Sus funciones consisten en investigar los delitos que perjudiquen a los intereses financieros de la Unión
previstos en la Directiva (UE) 2017/1371 y determinados por el Reglamento, así como en ejercer la acción penal y solicitar la apertura de juicio contra sus autores y los cómplices de estos.
Para ello la Fiscalía Europea efectuará las investigaciones y practicará los actos propios del ejercicio de la acción penal y ejercerá las funciones de acusación ante los órganos jurisdiccionales competentes de los Estados miembros, hasta que concluya definitivamente el caso de que se trate.
La Fiscalía Europea respetará los principios de legalidad, proporcionalidad e imparcialidad. La legislación aplicable en el procedimiento será la del Estado miembro cuyo Fiscal Europeo Delegado esté encargado del expediente. Las investigaciones y acusaciones de la Fiscalía se regirán por el Reglamento de la UE, pero la legislación nacional se aplicará a las cuestiones que no estén reguladas por el Reglamento.

### Estructura y organización
La Fiscalía Europea es un órgano indivisible de la Unión, que funciona como una fiscalía única con estructura
descentralizada. Cuenta, en primer lugar,  con  un nivel central, que consiste en una oficina situada en Luxemburgo, integrada por el Colegio, las Salas Permanentes, el fiscal general Europeo, los fiscales adjuntos al fiscal general europeo, los fiscales europeos y el director administrativo.
Y, en segundo lugar, con un nivel descentralizado, que está integrado por los fiscales europeos delegados, establecidos en los Estados miembros.
El Colegio de la Fiscalía Europea estará compuesto por el fiscal general europeo y un fiscal europeo por Estado
miembro. Las Salas Permanentes estarán presididas por el fiscal general Europeo o por uno de sus fiscales adjuntos  y tendrán otros  dos miembros permanentes, estando encargadas de supervisar y dirigir las investigaciones y acusaciones realizadas por los fiscales europeos Delegados.

### Fiscales integrantes de la Fiscalía Europea

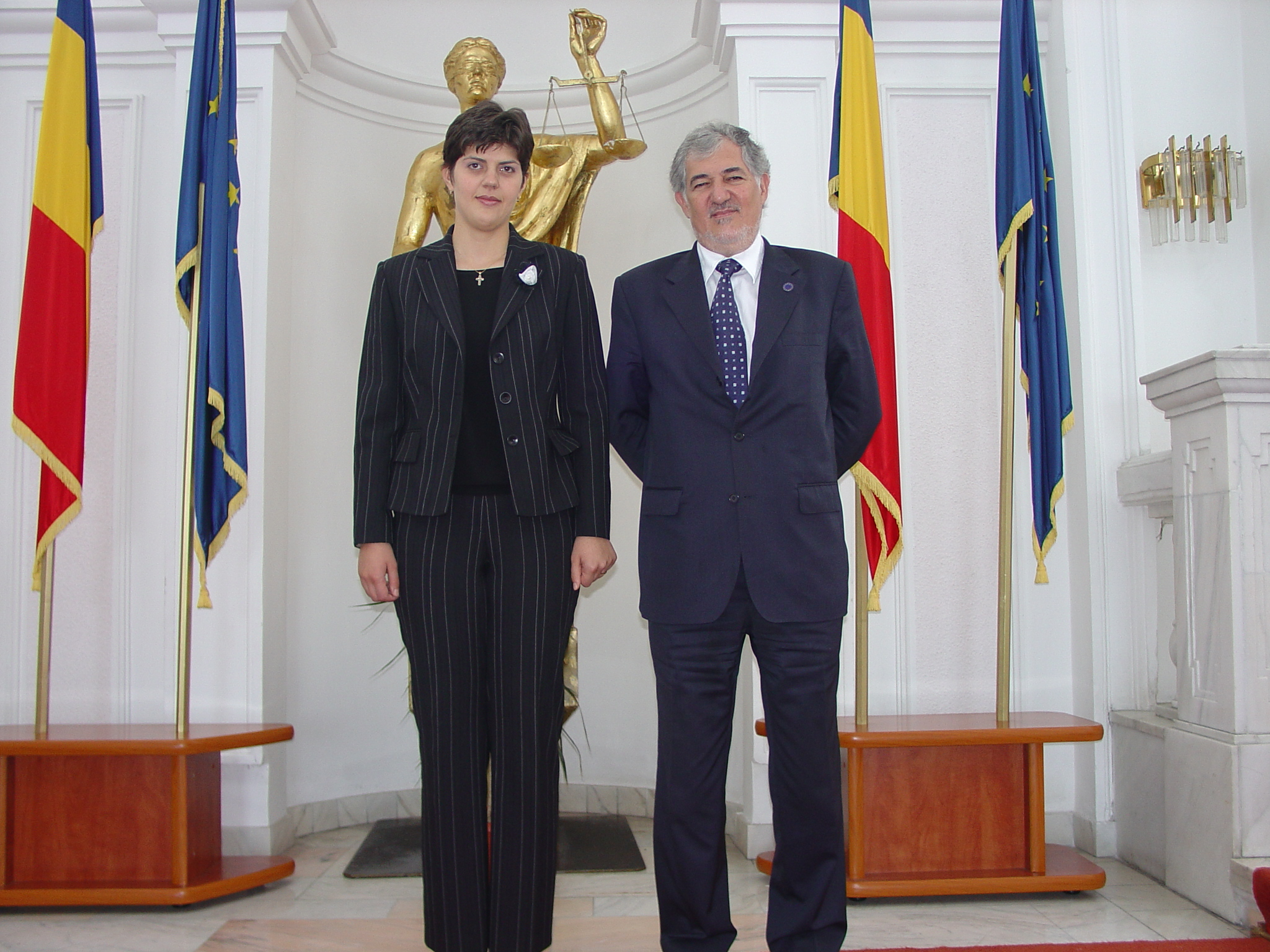
Reunión en 2006 en Bucarest de la fiscal general de Rumania, Laura Codutra Kovesi, hoy jefe de la Fiscalía Europea, y el fiscal general de España, Cándido Conde-Pumpido.

- 1) El fiscal general europeo, que está al frente de la Fiscalía. Organiza los trabajos, dirige las actividades y adopta las decisiones más relevantes. Su nombramiento corresponde al Parlamento Europeo y al Consejo, de común acuerdo, por un mandato no renovable de siete años. Un comité de selección elaboró una lista restringida de candidatos cualificados que se presentó al Parlamento Europeo y al Consejo. La Comisión confirmó el 14 de octubre de 2019 la designación para este cargo de Laura Codruta Kovesi, exfiscal anticorrupción de Rumanía.

- 2)  Los fiscales adjuntos al fiscal general Europeo, nombrados por el Colegio entre los fiscales europeos, que serán dos y asistirán al fiscal general europeo en el ejercicio de sus funciones y lo sustituirán cuando no esté presente o no pueda atender a sus deberes.

- 3) Los fiscales europeos, nombrados a propuesta de cada Estado miembro,  que servirán de enlace y de canal de información entre las Salas Permanentes y los Fiscales europeos Delegados en sus respectivos Estados de origen. El 27 de julio de 2020 el Consejo nombró a los 22 miembros del Colegio. La fiscal española es María Concepción Sabadell Carnicero, que perteneció a la Fiscalía Anticorrupción.

- 4) Los Fiscales europeos delegados que actuarán en nombre de la Fiscalía Europea en sus respectivos Estados miembros y tendrán las mismas potestades que los fiscales nacionales en materia de investigación, ejercicio de la acción penal y apertura de juicios. Los Fiscales europeos Delegados también serán responsables de la apertura de juicio, en particular les corresponderá presentar alegaciones, participar en la práctica de pruebas y ejercer las vías de recurso disponibles con arreglo al Derecho nacional. Cada Estado miembro contará al menos con dos Fiscales europeos Delegados.

### Control Jurisdiccional
Conforme al artículo 42 del Reglamento, los actos procesales de la Fiscalía Europea destinados a surtir efectos jurídicos frente a terceros serán objeto de
control jurisdiccional por los órganos jurisdiccionales nacionales competentes de conformidad con los requisitos y procedimientos establecidos en el Derecho nacional. Lo mismo se aplicará a los casos en que la Fiscalía Europea se abstenga de adoptar los actos procesales destinados a surtir efectos jurídicos frente a terceros que está jurídicamente obligada de adoptar en virtud del presente Reglamento.
Sin embargo el Tribunal de Justicia de la Unión Europea ha obtenido en la negociación un papel muy importante en los procedimientos penales investigados por la Fiscalía Europea, no previsible conforme a la regulación inicial del Tratado de Lisboa, y que refuerza de modo muy relevante su competencia en materia penal. En efecto, el mismo art. 42 del Reglamento previene que el Tribunal de Justicia será competente, de conformidad con el artículo 267 del TFUE, para pronunciarse con carácter prejudicial sobre:
a) la validez de actos procesales de la Fiscalía Europea, en la medida en que dicha cuestión de la validez se plantee ante cualquier órgano jurisdiccional de un Estado miembro directamente sobre la base del Derecho de la Unión;
b) la interpretación o la validez de las disposiciones del Derecho de la Unión, incluido el Reglamento;
c) la interpretación de los artículos 22 y 25 del Reglamento en relación con cualquier conflicto de competencia
entre la Fiscalía Europea y las autoridades nacionales competentes.
Asimismo,  las decisiones de la Fiscalía Europea por las que se
archive un caso, en la medida en que sean impugnadas directamente con arreglo al Derecho de la Unión, serán objeto de
control jurisdiccional ante el Tribunal de Justicia de conformidad con el artículo 263, párrafo cuarto, del TFUE.
Además el Tribunal de Justicia será competente, de conformidad con el artículo 268 del TFUE, para conocer de cualquier
litigio relativo a la indemnización por daños causados por la Fiscalía Europea.
En virtud de otros preceptos del Tratado, el TJUE amplia también sus competencias. Así  será competente, de conformidad con el artículo 272 del TFUE, en relación con cualquier
litigio relacionado con cláusulas compromisorias contenidas en contratos celebrados por la Fiscalía Europea. El Tribunal de Justicia será también competente, de conformidad con el artículo 270 del TFUE, para pronunciarse sobre
cualquier litigio relacionado con asuntos de personal. El Tribunal de Justicia será competente respecto de la destitución del fiscal general europeo o de los fiscales
europeos, de conformidad, respectivamente, con el artículo 14, apartado 5, y con el artículo 16, apartado 5.
Todo ello sin perjuicio del sometimiento a control jurisdiccional por parte del Tribunal de
Justicia, de conformidad con el artículo 263, párrafo cuarto, del TFUE, de las decisiones de la Fiscalía Europea que afecten
a los derechos sobre los datos de los interesados en virtud del capítulo VIII y de las decisiones de la Fiscalía Europea que
no son actos procesales, como las decisiones de la Fiscalía Europea relativas al derecho de acceso público a los
documentos, o las decisiones por las que se destituye a Fiscales Europeos Delegados adoptadas en virtud del artículo 17,
apartado 3, del Reglamento, o cualesquiera otras decisiones administrativas.

## Historia

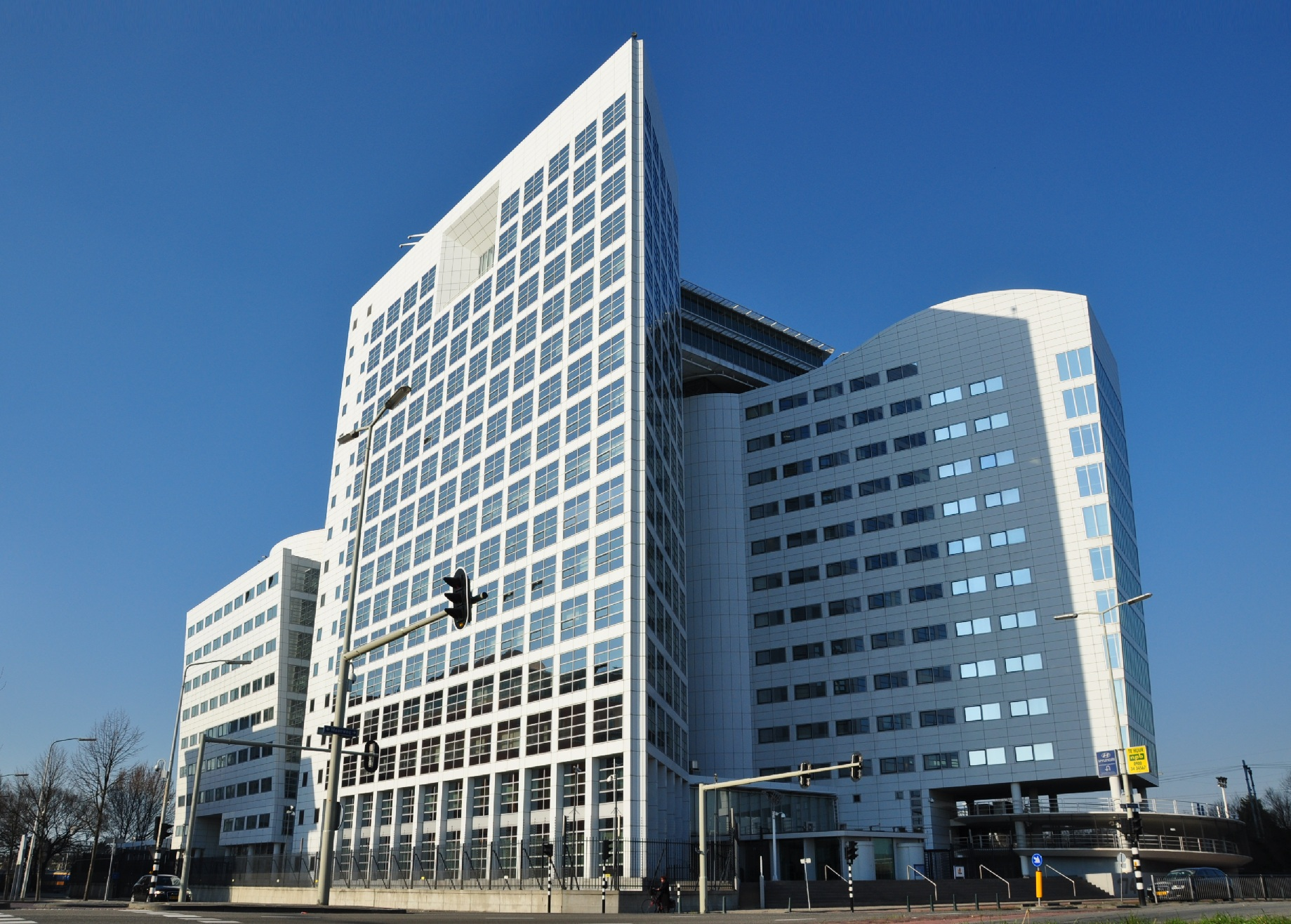
Sede de Eurojust en La Haya.

La idea de la creación de una Fiscalía de la Unión Europea surge en el Corpus Iuris, de 1997, y se reitera en su revisión, conocida como Corpus Iuris 2000. El Corpus Iuris fue un estudio académico encargado por la Comisión Europea que tenía como finalidad elaborar un conjunto uniforme de normas de Derecho Penal y Procesal Penal para garantizar la protección de los intereses financieros de la Comunidad Europea, a través de un sistema que superase las diferencias de sistemas jurídicos de los Estados miembros.
La Comisión propuso la creación de la figura del Fiscal Europeo para la defensa de los intereses financieros de la Comunidad en el Consejo de Niza, de diciembre de 2000, pero no consiguió su aprobación por parte de los Estados miembros. La idea no es rechazada de plano, pero se sugiere la necesidad de profundizar en sus dimensiones prácticas.
Como consecuencia de este rechazo, la Comisión Europea inició un estudio más amplio y como resultado publicó en diciembre de 2001 un Libro Verde sobre la protección penal de los intereses financieros comunitarios y sobre la creación de un Fiscal Europeo para dicha protección. La experiencia en los primeros años de protección penal de los intereses financieros de la Comisión puso de relieve que esta protección se veía perjudicada por la lenta y fragmentada aplicación de los distintos sistemas penales de cada Estado miembro. Por ello se hacía necesaria la creación de una figura encargada de la investigación de estas conductas de forma centralizada.
La propuesta del Libro Verde, bastante detallada en cuanto a la configuración, nombramiento y funciones del Fiscal Europeo, fue sometida a un amplio proceso de consultas que se llevó a cabo durante el año 2002. El 19 de marzo de 2003, la Comisión presentó su informe de seguimiento, en el que se recoge el resultado de los centenares de informes y propuestas recibidos durante la consulta, y se insiste en la idea de la creación de una Fiscalía europea, para la tutela penal de los intereses financieros de la Comunidad.
La Institución se introduce en el proyecto de Tratado Constitucional, de 2004, en su artículo III 274. Pero este proyecto constitucional no fue aprobado, al ser rechazado en referéndum por Francia y Holanda.
Sin embargo, la figura del Fiscal Europeo se retoma con fuerza en el Tratado de Lisboa (2007), que sustituye al proyecto de Constitución.
Efectivamente el Artículo 86.1 del Tratado de Funcionamiento de la UE (TFUE), conocido como Tratado de Roma, de 1957, prevé la posibilidad de crear una Fiscalía Europea (“el Consejo de la U.E., podrá crear una Fiscalía Europea a partir de EUROJUST.”) para combatir las infracciones que perjudiquen a los intereses financieros de la Unión. No es un mandato ni una obligación sino un instrumento previsto, que puede (o no) ser activado por el Consejo.

## Tratado de Lisboa
Artículo 86 del TFUE

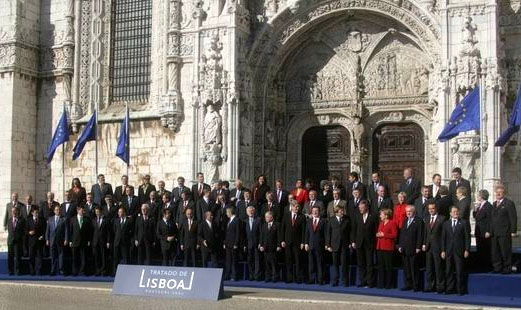
Ceremonia de firma del Tratado de Lisboa en el Monasterio de los Jerónimos de Belém.

1. Para combatir las infracciones que perjudiquen a los intereses financieros de la Unión, el Consejo podrá crear, mediante reglamentos adoptados con arreglo a un procedimiento legislativo especial, una Fiscalía Europea a partir de Eurojust. El Consejo se pronunciará por unanimidad, previa aprobación del Parlamento Europeo.
En caso de falta de unanimidad, un grupo de al menos nueve Estados miembros podrá solicitar que el proyecto de reglamento se remita al Consejo Europeo, en cuyo caso quedará suspendido el procedimiento en el Consejo. Previa deliberación, y en caso de alcanzarse un consenso, el Consejo Europeo, en el plazo de cuatro meses a partir de dicha suspensión, devolverá el proyecto al Consejo para su adopción.
Si no hay acuerdo dentro de ese mismo plazo, y al menos nueve Estados miembros quieren establecer una cooperación reforzada con arreglo al proyecto de reglamento de que se trate, lo comunicarán al Parlamento Europeo, al Consejo y a la Comisión. En tal caso, la autorización para iniciar la cooperación reforzada a que se refieren el apartado 2 del artículo 20 del Tratado de la Unión Europea y el apartado 1 del artículo 329 del presente Tratado se considerará concedida, y se aplicarán las disposiciones relativas a la cooperación reforzada.
2. La Fiscalía Europea, en su caso en colaboración con Europol, será competente para descubrir a los autores y cómplices de infracciones que perjudiquen a los intereses financieros de la Unión definidos en el reglamento contemplado en el apartado 1, y para incoar un procedimiento penal y solicitar la apertura de juicio contra ellos. Ejercerá ante los órganos jurisdiccionales competentes de los Estados miembros la acción penal relativa a dichas infracciones.
3. Los reglamentos contemplados en el apartado 1 fijarán el Estatuto de la Fiscalía Europea, las condiciones para el desempeño de sus funciones, las normas de procedimiento aplicables a sus actividades y aquellas que rijan la admisibilidad de las pruebas, así como las normas aplicables al control jurisdiccional de los actos procesales realizados en el desempeño de sus funciones.
4. Simultáneamente o con posterioridad, el Consejo Europeo podrá adoptar una decisión que modifique el apartado 1 con el fin de ampliar las competencias de la Fiscalía Europea a la lucha contra la delincuencia grave que tenga una dimensión transfronteriza, y que modifique en consecuencia el apartado 2 en lo referente a los autores y cómplices de delitos graves que afectan a varios Estados miembros. El Consejo Europeo se pronunciará por unanimidad, previa aprobación del Parlamento Europeo y previa consulta a la Comisión.

## Trabajos preparatorios

### Seminario de Madrid sobre el Futuro de la Fiscalía Europea

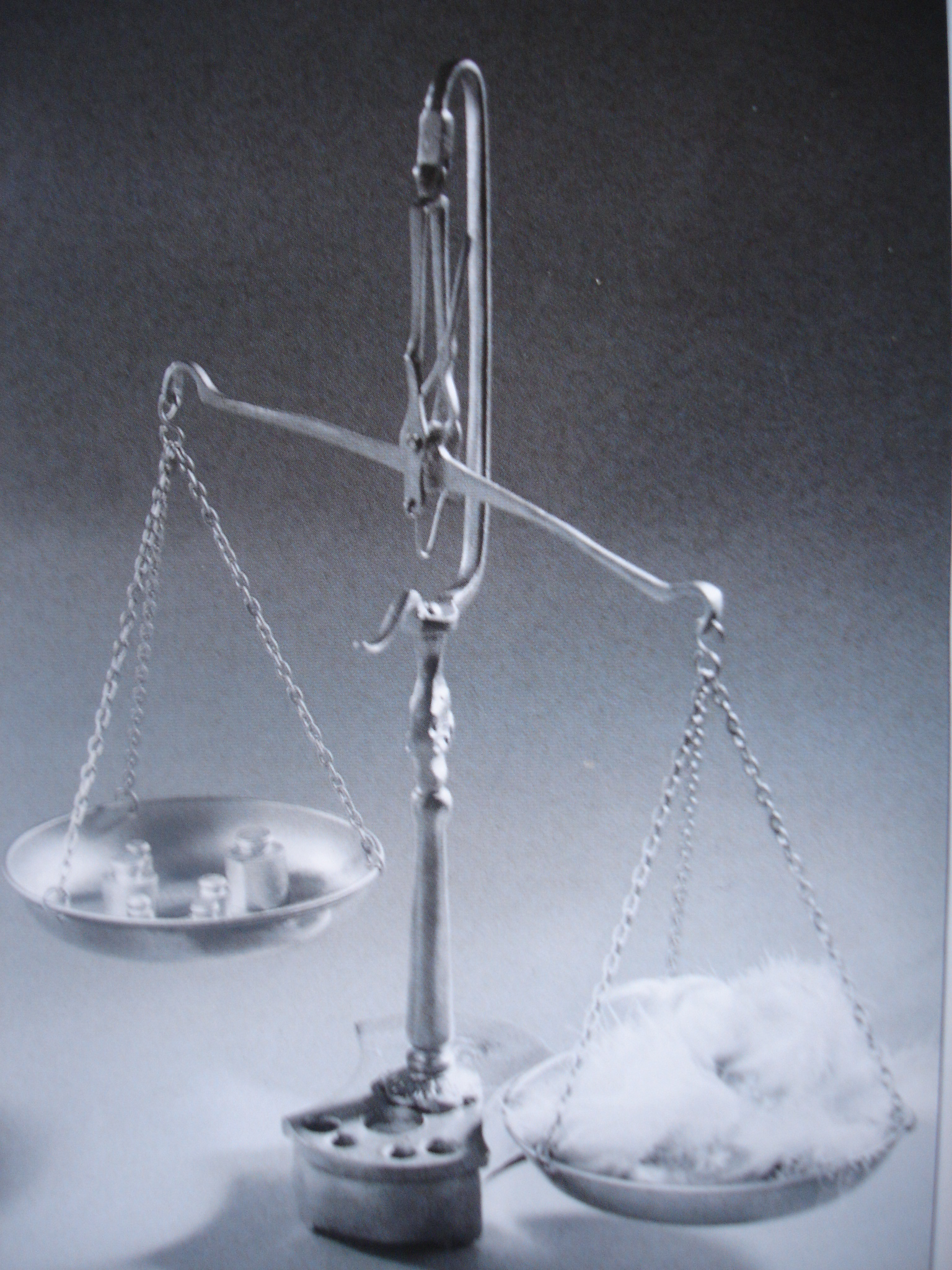
Justicia

La aprobación en 2007, por todos los Estados miembros de la Unión Europea,  del Tratado de Lisboa, que recoge expresamente la idea de crear una Fiscalía Europea para combatir las infracciones que perjudiquen los intereses financieros de la Unión y, en su caso, para luchar contra la delincuencia grave con dimensión transfronteriza, dio lugar a la celebración en Madrid de un Seminario Internacional para estudiar la nueva Institución y las posibilidades de su puesta en marcha, convocado por el fiscal general del Estado español, Cándido Conde-Pumpido, y dirigido por los fiscales Jorge Espina e Isabel Vicente-Carbajosa.
El encuentro que tuvo lugar en Madrid los días 24 y 25 de enero de 2008, organizado por la Fiscalía General del Estado (FGE) y el Centro de Estudios Jurídicos del Ministerio de Justicia (CEJ), con el apoyo del Comité de Vigilancia de la Oficina Europea para la Lucha contra el Fraude (OLAF), contó con los máximos representantes y expertos en la materia procedentes del Parlamento Europeo, de la Comisión Europea – particularmente de la OLAF-, del Comité de Vigilancia de OLAF, de Eurojust, de Fiscalías de diversos Estados miembros, y del Ministerio de Justicia, como Luis López Sanz-Aranguez, oresidente del Comité de Vigilancia de OLAF, Herbert Bösch, presidente de la Comisión de Control Presupuestario del Parlamento Europeo, Franz-Hermann Brüner, director general de OLAF, Siim Kallas, vicepresidente de la Comisión Europea, José Luis Lopes da Mota, presidente de Eurojust, François Falletti, miembro nacional de Francia en Eurojust, Barbara Brezigar, fiscal general de Eslovenia, Fernando Pinto Monteiro, fiscal general de Portugal, Régis De Gouttes, premier avocat général à la Cour de Cassation de Francia, Diemut Theato, miembro del Comité de Vigilancia de OLAF, Enrique Bacigalupo, magistrado del Tribunal Supremo, John Vervaele, Profesor de la Universidad de Utrecht, Fernando Irurzun, Abogado del Estado y Rosana Morán, Fiscal de la Sección de Cooperación Internacional de la Fiscalía General del Estado.
Las ponencias, debates y conclusiones del Encuentro fueron recogidas en un Libro, "La futura Fiscalía Europea" (The Future European Prosecutor's Office) , en inglés y en castellano, y han servido hasta la fecha de guía para las propuestas y trabajos que se han llevado a cabo sobre la puesta en marcha de esta Institución.

### Grupo de Trabajo para la elaboración de un Proyecto Técnico
Con posterioridad, la Fiscalía española constituyó un Grupo de Trabajo para la elaboración de un texto que sirviese de base para configurar el proyecto del Ministerio Público Europeo. El texto se redactó en unas Jornadas celebradas en la sede de la Fiscalía, en Madrid, en junio de 2009, y recogió las aportaciones de los diferentes países, ya que se trataba de armonizar los diferentes modelos de Fiscalías vigentes en Europa. Durante tres días, fiscales venidos de diversos países europeos como Portugal, Francia, Eslovenia o Bélgica, así como los máximos representantes de la Oficina de Lucha contra el Fraude (OLAF) y Eurojust, como Lothar Kuhl, Director de Asuntos Jurídicos de OLAF,  Manuel de Almeida Pereira, de Eurojust, John Vervaele, profesor de Utrecht, Gutiérrez Zarza, de Eurojust, Amandine Honhon, del Ministerio de Justicia de Bélgica, Thierry Cretin, fiscal francés, Director en OLAF, Robert Renier, de la Fiscalía General de Eslovenia, o Helena Fazenda, de la Fiscalía General de Portugal, pusieron en común sus experiencias y conocimientos. Por parte española, además de fiscales anticorrupción, asistieron los representantes del Ministerio Público destinados en las instituciones europeas. El fiscal general del Estado, Cándido Conde-Pumpido, promovió y clausuró las jornadas.
Por lo que se refiere a la estructura de la Institución, el Grupo de expertos llegó a la conclusión de que la Fiscalía Europea debería ser un órgano europeo independiente y organizado de manera descentralizada, que debería estar compuesto por un fiscal general europeo, un número limitado de fiscales adjuntos y un número suficiente de fiscales europeos delegados en cada Estado miembro.
En septiembre de 2009, la Fiscalía española, por iniciativa del fiscal general Conde-Pumpido,  convocó un nuevo Seminario Internacional en Mariñán, (La Coruña), como recapitulación y presentación de los trabajos realizados, que fue dirigido por el fiscal español Pedro Crespo Barquero.

### Seminario de París
El uno de diciembre de 2009 entró en vigor el Tratado de Lisboa. Dos meses después, el fiscal general del Tribunal de Casación de París, Jean-Louis Nadal, convocó una Conferencia Internacional en París, para analizar las perspectivas sobre la puesta en marcha del Ministerio Público europeo. La Conferencia, inaugurada por la ministra de Justicia, Michéle Alliot-Marie, y clausurada por el exministro Robert Badinter, apostó firmemente por la puesta en marcha de la nueva institución.
La Conferencia Internacional fue coorganizada por la Cour de Cassation de París junto con la Oficina de Lucha contra el Fraude (OLAF), y se celebró los días 11 y 12 de febrero de 2010.

### Propuesta de la Presidencia española

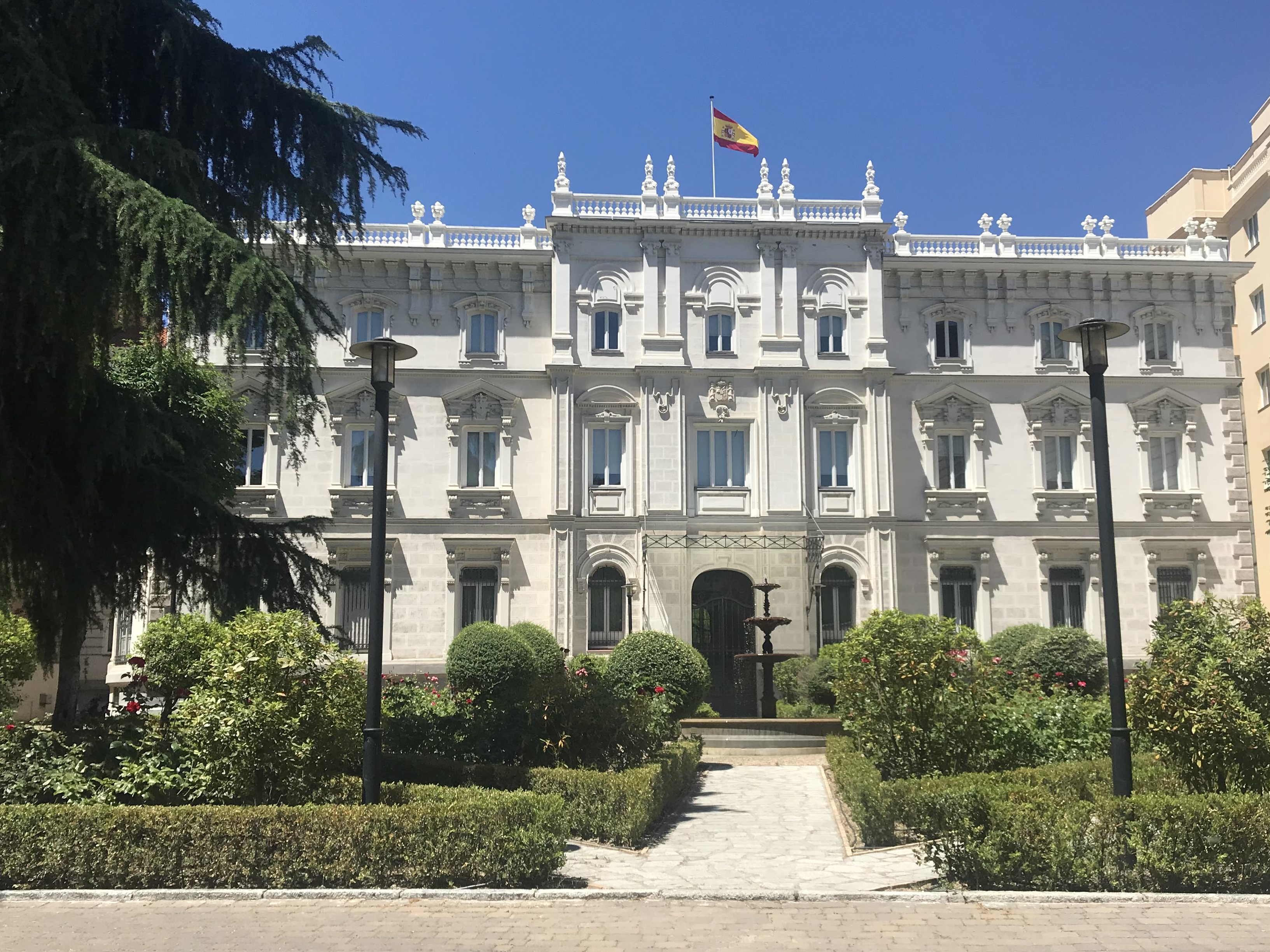
Sede de la Fiscalía General del Estado española.

Una de las prioridades en el ámbito de la Justicia de la Presidencia Española de la Unión Europea, ejercida durante el primer semestre de 2010, era avanzar hacia el establecimiento de una Fiscalía Europea, prevista tanto en el Tratado de Lisboa como en el Programa de Estocolmo. La futura Fiscalía Europea, que se construirá sobre la base de Eurojust, tendrá como finalidad combatir los delitos que afecten a los intereses financieros de la Unión. Dada la transformación que puede suponer la creación de "una figura de indudable interés y enorme potencial”, en palabras del Ministro Francisco Caamaño, y las condiciones para su adopción (requiere la aprobación del Parlamento Europeo y el voto unánime de los miembros del Consejo), era difícil que la Fiscalía Europea viese la luz durante los seis meses de la Presidencia española, pero sin duda los primeros pasos se dieron durante dicha Presidencia.
El 3 de marzo de 2010 el fiscal general del Estado español, Cándido Conde-Pumpido, presentó oficialmente en Bruselas el proyecto de la Presidencia española para la puesta en marcha de la Fiscalía Europea, conforme a lo prevenido en el art 86 del Tratado de Lisboa. Conde-Pumpido, que intervino junto con el presidente de la Comisión de Justicia e Interior del Parlamento Europeo, Juan Fernando López Aguilar, y el Secretario de Estado español para la Unión Europea (UE), Diego López Garrido, presentó un proyecto técnico, elaborado a partir de las conclusiones derivadas de las Jornadas Internacionales convocadas por la Fiscalía española en 2008 y 2009,  que posteriormente tendrían que debatir los Veintisiete en el Consejo de Luxemburgo. La figura del fiscal europeo, prevista en el Tratado de Lisboa, investigaría en una primera fase los fraudes y especulaciones contra el euro; en una segunda fase podría investigar también e incoar causas penales contra delitos transfronterizos como el tráfico de personas, el narcotráfico o el terrorismo.
Se trata de un primer paso de un largo camino que la Presidencia española ha querido dar lo antes posible, afirmó Conde Pumpido al presentar los trabajos técnicos relativos al establecimiento de la Fiscalía Europea.  El fiscal general español explicó que un Ministerio Público europeo dotaría de mayor eficacia a las investigaciones económicas para salvaguardar los intereses de la unión monetaria y permitiría coordinar el trabajo que hacen los órganos jurisdiccionales nacionales, así como de la agencia europea de cooperación judicial (Eurojust) y la Oficina Europea de Lucha contra el Fraude (OLAF), añadiendo que la moneda única necesita una institución específica que la proteja de fraudes y especulaciones.
La creación de esta institución se discutió posteriormente, conforme a la propuesta española, en la reunión de Ministros de Justicia e Interior de los Veintisiete que tuvo lugar en Luxemburgo el 27 de abril de 2010, pero su puesta en marcha quedó suspendida hasta una nueva discusión en 2013. Su aprobación exige la unanimidad de los Veintisiete Estados miembros de la UE o bien acudir a la cooperación reforzada.

### Seminario de la Presidencia belga y Eurojust en Brujas
Siguiendo el impulso iniciado por la Presidencia española, la siguiente Presidencia del Consejo de la Unión Europea, que correspondió en el segundo semestre de 2010 a Bélgica, convocó, en colaboración con Eurojust, un seminario estratégico sobre el tema " Eurojust y el Tratado de Lisboa: hacia una acción más eficaz, ¿Creación de la Fiscalía Europea a partir de Eurojust? ", que se celebró el 21 y 22 de septiembre de 2010, en el Colegio de Europa de Brujas, Bélgica.
Los objetivos del seminario fueron el desarrollo de Eurojust a la luz del Tratado de Lisboa y la posible creación de una Fiscalía Europea a partir de Eurojust con arreglo al artículo 86 del TFUE.

## Comunicación de la Comisión sobre protección de intereses financieros mediante el Derecho Penal
En 2011, la Comunicación de la Comisión relativa a la protección de los intereses financieros de la UE a través del Derecho Penal (COM/2011/0293), se refiere expresamente a la necesidad de poner en marcha la Fiscalía Europea y, por primera vez, reconoce que la mejor vía para abordar el tema de la Fiscalía Europea no es pensar en transformar Eurojust en una Fiscalía Europea, sino proceder en paralelo a una reforma y refuerzo de Eurojust y, por otra parte, a promover la creación de la Fiscalía Europea.

### Propuestas posteriores

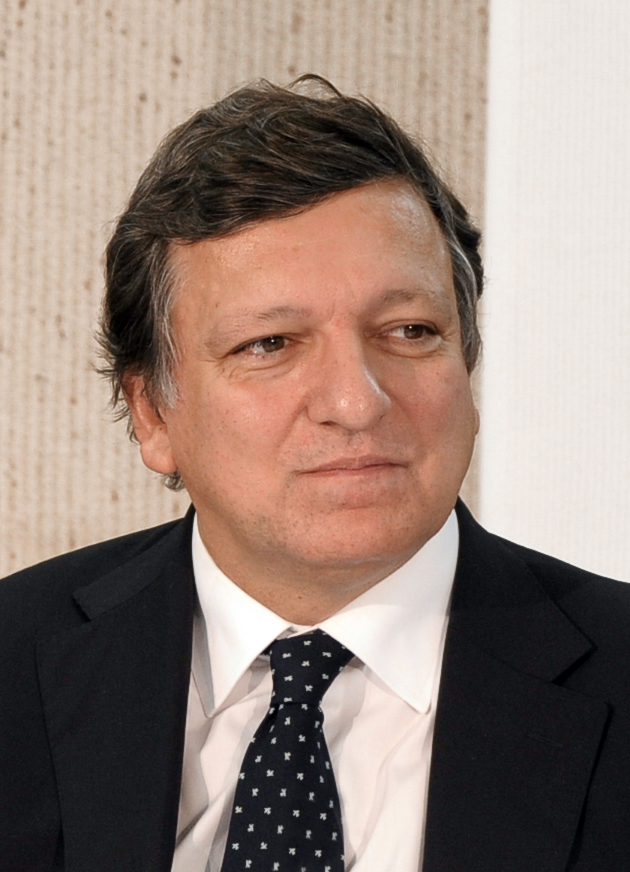
José Manuel Durão Barroso, presidente de la Comisión (2004-2014).

El Presidente de la Comisión Europea José Manuel Durão Barroso anunció el 12 de septiembre de 2012 en su discurso sobre el estado de la Unión, la próxima presentación de una propuesta para la creación de la Fiscalía Europea, basada en el «compromiso de defender el Estado de Derecho».
El 24 de enero de 2013 la comisión especial para el Crimen Organizado, la Corrupción y el Blanqueo de Dinero puesta en marcha por el Parlamento Europeo (PE) defendió la creación de una fiscalía europea encargada de la evasión y el fraude fiscal trasnacional.
Conforme a las informaciones proporcionadas en el Seminario de la ERA de enero de 2013, la normativa de la Comisión partirá de los siguientes principios rectores:
•Basada en el Estado de Derecho (anuncio de 2012, de Durão Barroso) y el pleno respeto a los derechos fundamentales y garantías procesales.
•Transferencia limitada de poderes a la Fiscalía Europea, para llevar a cabo el ejercicio directo de poderes investigativos y acusatorios.
•Competencia exclusiva (y prioritaria frente a las Fiscalías nacionales) en el ámbito de actuación de la Fiscalía Europea.
•Estructura integrada con los Estados miembros (central, con delegados).
•Principio de territorialidad europea (los poderes de la Fiscalía Europea se ejercerán directamente en cualquier parte del territorio de los Estados miembros que participen)
•Neutralidad en el coste (transferencia de recursos desde algunas agencias -OLAF- y sinergias con otras como Eurojust).
El 4 de marzo de 2013, los Ministerios de Justicia de Francia y Alemania, adoptaron una Posición Común sobre la Fiscalía Europea, que hicieron llegar a la Comisión, en la que limitan su competencia a los delitos contra los intereses financieros de la Unión, sin incluir graves crímenes transfronterizos, y diseñan un modelo de Fiscalía de carácter colegial, con Miembros Nacionales delegados de cada Estado que se incluya en la Fiscalía. Una Fiscalía sin fiscal jefe, en la que el presidente del Colegio sería exclusivamente "primun inter pares", sin facultades jerárquicas, siguiendo el modelo de Eurojust.

### European Jurists Forum

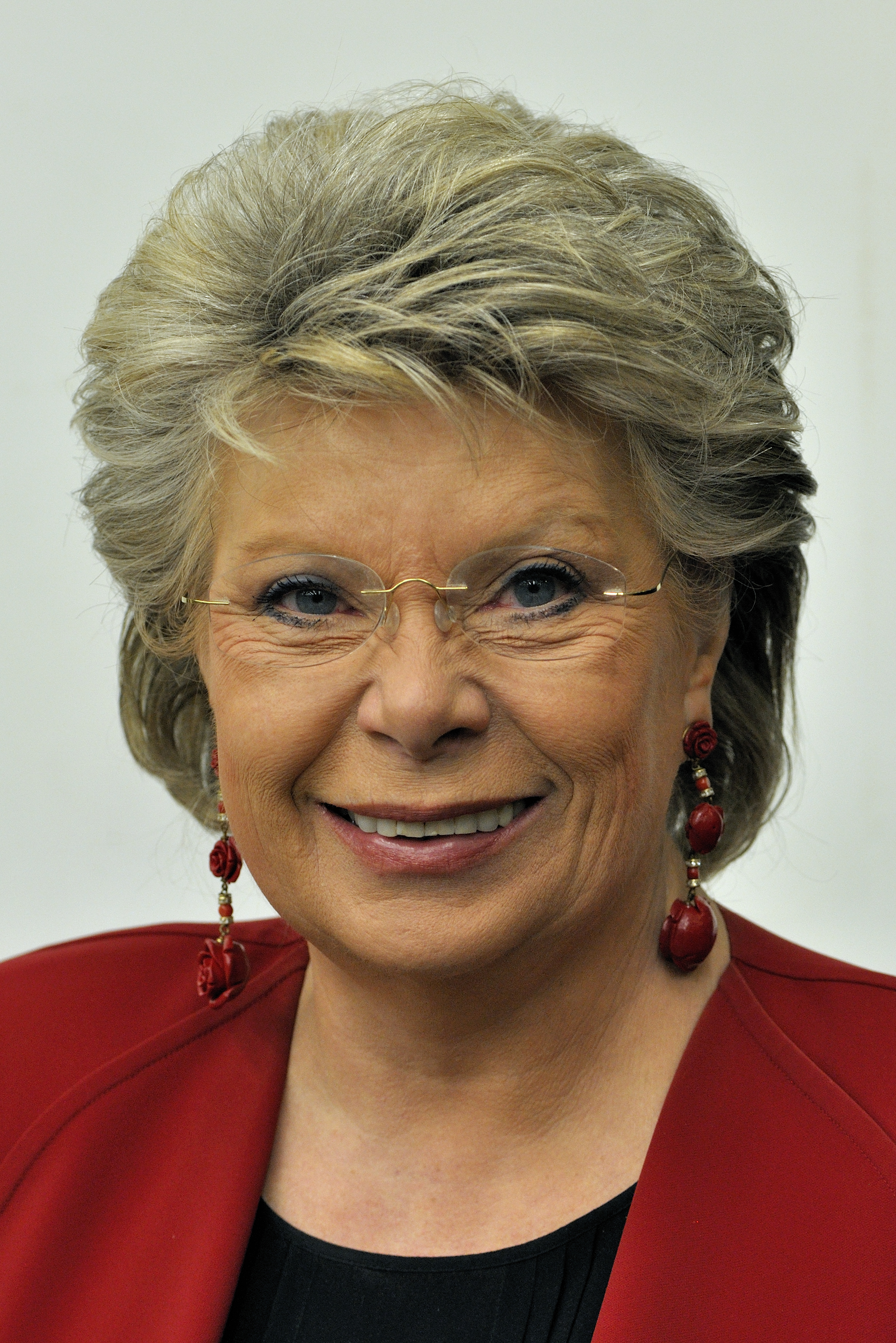
Viviane Reding, vicepresidenta de la Unión Europea y Comisaría de Justicia (2010-2014).

El European Jurists Forum celebrado en Barcelona los días 18 y 19 de abril de 2013, trató el proyecto de puesta en marcha de la Fiscalía Europea, conocida como EPPO por ser sus siglas en inglés (European Public Prosecutor’s Office), justo cuando la Comisión Europea había anunciado que en julio presentaría su proyecto.
La primera ponencia corrió a cargo del profesor de la Universidad de Utrech, John Vervaele, quien explicó el modelo de fiscalía formulado en el estudio encargado por la Comisión Europea, y donde se proponen las bases legales de EPPO.
A continuación, Péter Csonka, asesor jurídico de la Comisión en la materia comentó el proyecto que presentará la Comisión, si bien fue algo parco a la hora de desarrollar sus contenidos, por cuanto el próximo mes de julio la Comisario Reding hará su presentación.
En el panel de debate intervino el magistrado del Tribunal Supremo Cándido Conde-Pumpido, quien en el año 2010 como fiscal general del Estado participó en la propuesta de la presidencia española para la creación del fiscal europeo. Intervinieron también la presidenta de Eurojust, Michèle Coninsx y Margarete Hofmann, directora de OLAF (Oficina Antifraude Europea) junto con la profesora Katalin Ligeti, moderados por el Fiscal del Tribunal Supremo Carlos Castresana.
Los grandes trazos de la Fiscalía Europea son comunes en todos los modelos y propuestas: Se trata de una institución con una doble estructura: Una sede central donde el Fiscal Jefe debe tener el poder de decisión y unos fiscales delegados en cada Estado Miembro (Csonka), además deberá tener un nivel altamente jerarquizado y muy conectado con la Comisión Europea (Ligeti). Puede escoger el territorio nacional donde se celebre el juicio (Csonka y Vervaele) y debe recibir las pruebas de los fiscales delegados para decidir a quién y cuando acusar.
Los fiscales delegados en cada Estado Miembro llevarán a cabo el trabajo de investigación sobre el terreno, utilizando para ello los medios del propio Estado Miembro. La discusión se centraba en si estos fiscales delegados deben estar en el país de origen o bien en la sede de la Fiscalía Europea, y también en su estatuto y vinculación con el Estado Miembro. Es razonable que se hallen en el territorio del Estado Miembro y deben gozar de la doble condición de fiscal del Estado Miembro y delegado EPPO. De hecho, parece que la propuesta de la Comisión irá en el sentido que el Fiscal Jefe de la Fiscalía Europea los seleccione y contrate de entre una lista que será propuesta por el EM.
Por su parte, el Magistrado Conde-Pumpido abogó por un sistema en que el Órgano Central de EPPO fuera reducido, limitándose a coordinar y decidir llevar al sujeto a juicio, y con mayor protagonismo de los fiscales delegados, quienes utilizarían la legislación y tribunales de los EM para investigar.
Inicialmente la Fiscalía Europea tratará de los delitos contra los intereses financieros de la Unión, dejando aparte la corrupción, el terrorismo y otros. 
En materia de recursos frente a las decisiones de EPPO, algunos ponentes propugnaban su revisión ante el Tribunal de Luxemburgo, lo que exigiría una jurisdicción federal penal dentro de la UE. La tesis contraria sostenía que el Tratado de Lisboa es claro en que el enjuiciamiento corresponde a los EM, por lo que la revisión de las decisiones recurribles del Fiscal deben ser también competencia de los Estados miembros. 
La Directora de la Oficina Antifraude (OLAF), expuso que es probable que investigadores de OLAF acaben ingresando en las filas de la Fiscalía Europea, dada su especialización, a la vez que defendió la necesidad de que OLAF no desaparezca al tener objetivos (corrupción) que no son competencia de la Fiscalía.

## Propuesta de reglamento
El 17 de julio de 2013 la Comisión presentó su propuesta de Reglamento de la Fiscalía Europea.
Conforme a la propuesta, la Fiscalía Europea se crea como órgano de la Unión con una estructura descentralizada, tendrá personalidad jurídica, cooperará con Eurojust y dependerá de su apoyo administrativo.
La labor de la Fiscalía Europea será luchar contra los delitos que afectan a los
intereses financieros de la Unión. La Fiscalía Europea será responsable de investigar, procesar y llevar ante los tribunales a los autores y cómplices de los delitos citados. A este respecto, la
Fiscalía Europea dirigirá y supervisará las investigaciones e incoará procedimientos penales,
incluido el archivo del caso.
La Fiscalía Europea ejercerá las funciones de Fiscalía en los órganos jurisdiccionales
competentes de los Estados miembros, respecto de los delitos mencionados,
incluida la presentación de una imputación y cualquier recurso hasta que se resuelva el caso.
La Fiscalía Europea será independiente. El Fiscal Europeo, sus delegados y el personal, los fiscales
delegados y su personal nacional, no solicitarán ni aceptarán instrucciones de ninguna
persona, Estado miembro o institución, órgano, organismo o agencia de la Unión en el
desempeño de sus deberes. Las instituciones, órganos, organismos o agencias de la Unión y
los Estados miembros respetarán la independencia de la Fiscalía Europea y no intentarán
influirla en el ejercicio de sus funciones.
El Fiscal Europeo rendirá cuentas ante el Parlamento Europeo, el Consejo y la Comisión
Europea en cuanto a las actividades generales de la Fiscalía Europea, en particular,
presentando un informe anual.

## Constitución de la Fiscalía Europea mediante cooperación reforzada
El 3 de abril de 2017, Alemania, Bélgica, Bulgaria, Chipre, Croacia, Eslovaquia, Eslovenia, España, Finlandia, Francia, Grecia, Lituania, Luxemburgo, Portugal, República Checa y Rumanía, comunicaron al Parlamento Europeo, al
Consejo y a la Comisión que deseaban establecer una cooperación reforzada para la creación de la Fiscalía Europea.
Por consiguiente, en virtud del artículo 86, apartado 1, párrafo tercero, del TFUE, se consideró concedida la
autorización para iniciar la cooperación reforzada a que se refieren el artículo 20, apartado 2, del Tratado de la
Unión Europea (TUE) y el artículo 329, apartado 1, del TFUE, y las disposiciones relativas a la cooperación
reforzada se aplican a partir del 3 de abril de 2017. Además, mediante sendas cartas de 19 de abril de 2017,
1 de junio de 2017, 9 de junio de 2017 y 22 de junio de 2017, Letonia, Estonia, Austria e Italia, respectivamente,
indicaron su deseo de participar en el establecimiento de la cooperación reforzada.